# Юзефув (гмина, Билгорайский повет)
Юзефув (пол. Józefów) — гмина (волость) в Польше, входит как административная единица в Билгорайский повет, Люблинское воеводство. Население — 7207 человек (на 2006 год).

## Населённые пункты
- Гурецко-Старе
- Гурники
- Длуги-Конт
- Майдан-Каштеляньски
- Майдан-Непрыски
- Станиславув
- Хамерня

## Соседние гмины

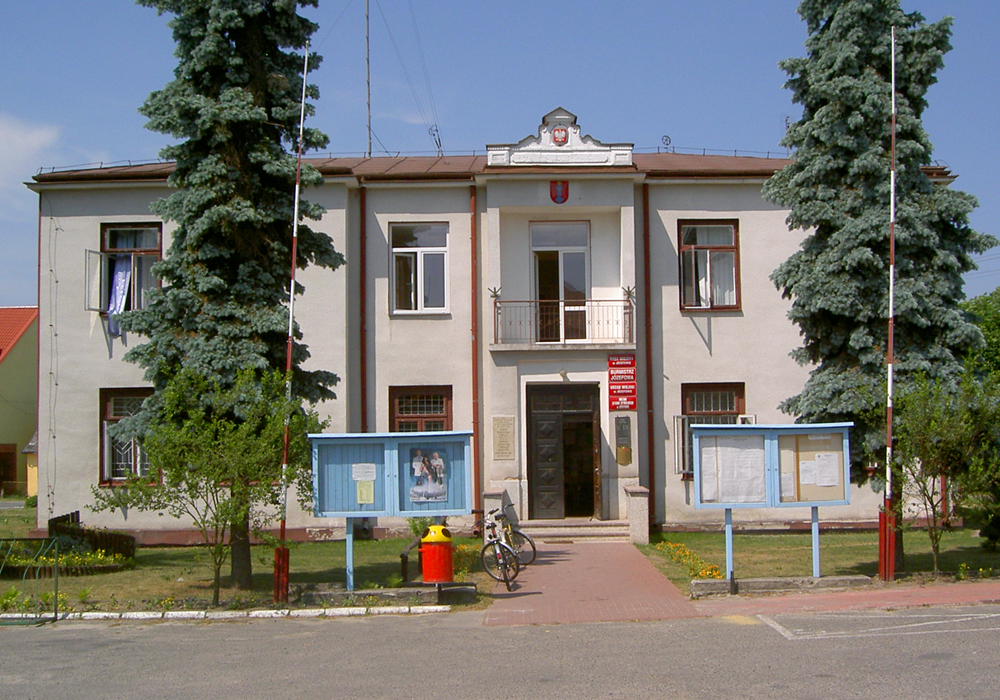
Гмина Юзефув (Билгорайский повет)

1. Гмина Александрув
2. Гмина Краснобруд
3. Гмина Лукова
4. Гмина Сусец
5. Гмина Терешполь
6. Гмина Звежинец